# Pronti a tutto
Pronti a tutto (Downtown) è un film commedia d'azione USA del 1990, diretto da Richard Benjamin.

## Trama
L'agente di polizia Alex Kearney presta servizio in un ricco sobborgo di Filadelfia fino a quando ferma per errore un importante uomo d'affari, episodio che compromette la sua carriera.
Infatti a causa dell'episodio viene mandato a lavorare Downtown, la più pericolosa zona della città. Viene così assegnato come sostituto del partner del sergente Dennis Curren, ucciso in servizio. Tuttavia quando il migliore amico di Alex viene ucciso mentre sta indagando su un caso relativo ad un'auto rubata, Alex si dedicherà con determinazione alla ricerca dell'assassino.